# مجموعه بناهای محمودآباد
مجموعه بناهای محمودآباد مربوط به اوایل دوره قاجار است و در شهرستان فیروز کوه، بخش ارجمند، روستای سیمین دشت واقع شده و این اثر در تاریخ ۷ مهر ۱۳۸۱ با شمارهٔ ثبت ۶۳۵۳ به‌عنوان یکی از آثار ملی ایران به ثبت رسیده‌است.